# Majid Majidi
Majid Majidi (pronunciado [mæˌdʒiːde mædʒiːˈdi], en persa: مجید مجیدی) (Teherán, 17 de abril de 1959) es un director, productor y guionista de cine iraní.

## Biografía
Sus primeros pasos fueron en el teatro, actuando en su adolescencia en compañías de aficionados. Ingresó en 1978 en el Instituto de Arte Dramático de Teherán mientras iniciaba una carrera de actor. Después de una corta temporada en televisión saltó al cine y protagonizó películas de destacados realizadores como Mohsen Makhmalbaf. Pronto empezó a compaginar estos trabajos con la dirección de películas.
Después de dirigir cuatro cortos, dirige el largometraje Baduk (1991). Refleja la vida de los Baduk, niños que llevan mercancías ilegales a través de la frontera pakistaní. El reflejo del trato inflexible que reciben los niños impide una proyección a gran escala dentro de su país, pero la película fue presentada en la Quincena de los realizadores del festival de Cannes de 1992.
Cuatro años después rueda su segunda película, El padre (1995), que gana el primer premio en el XIV certamen del Festival de cine de Fajr (festival iraní), y premios adicionales en San Sebastián, São Paulo, Turín y Tesalónica (Grecia). En 1997 consigue de nuevo el primer premio del Festival de Fajr por Niños del cielo, que gana también el Gran Premio de las Américas del Festival de Montreal. En 1999, se convierte en la primera película iraní nominada a los Oscar en la categoría de Mejor Película en Lengua Extranjera.
El Color del Paraíso (1999) gana también ambos festivales, Fajr y Montreal, y triunfa en las taquillas internacionales. Fue seleccionada como una de las diez mejores películas del año por la revista Time y por los críticos del New York Times, y ganó los premios del jurado y del jurado joven en el Festival Internacional de Cine de Gijón.
Baran (2001), ganó el Gran Premio de las Ámericas y de la crítica en el Festival de Montreal y fue aclamada por los críticos de Estados Unidos. Ganó también los premios al mejor director y mejor guion en el festival de Gijón, y los de mejor película, director, guion, actor, música y sonido en el de Fajr. Fue también nominada a los premios europeos de cine. El mismo año, durante la guerra de Afganistán, rodó el documental Descalzos hasta Herat en los campos de refugiados afganos. Se hizo con el premio de la crítica en el festival de Tesalónica.
En 2005 se estrenó Las cenizas de la luz (también llamada El sauce llorón), su sexto largometraje. 
En 2008 Mayidí estrenó El canto de los gorriones (Âvâz-e gonŷeškhâ) en el Festival Internacional de Visakhapatnam (India). Ganó el Oso de Plata de la Berlinale y cuatro premios en el festival de Fajr. Junto con otros cuatro realizadores internacionales participó también en el proyecto Vision Beijing, una serie de cortos promocionales de la ciudad de Beijing como sede de los Juegos Olímpicos de 2008, por encargo del gobierno chino.
En 2015 se estrenó Mahoma, sobre la juventud de Mahoma, pensada como la primera parte de una trilogía relatando la vida del profeta. Con un presupuesto de 40 millones de dólares, fue la producción más cara de la historia del cine iraní. Aunque en ningún momento se vea el rostro del profeta, la película fue duramente criticada por los países suníes que llegaron a pedir su prohibición.
Con su película The Sun, sobre el trabajo infantil en Teherán, volvió a hacerse con el Simorgh de Cristal a la mejor película en el festival de Cine de Fajr, en febrero de 2020.
Es guionista de todas sus películas, algunas de ellas coescritas con otros guionistas, y desde 2001 las produce o coproduce.

## Filmografía
- Enfejar (Explosión) (1981) - cortometraje documental
- Hoodaj (1984) - cortometraje
- Rooz-e Emtehan (Día de exámenes) (1988) - cortometraje
- Yek Rooz Ba Asiran (Un día con prisioneros de guerra) (1989) - cortometraje documental
- Baduk (1991)
- Akhareen Abadi (La última ciudad) (1993) - cortometraje
- El padre (1996)
- Khoda Miayad (Llegará Dios) (1996) - cortometraje
- Niños del cielo (1997)
- El Color del Paraíso (1999)
- Baran (2001)
- Pa berahneh ta Herat (Descalzos hasta Herat) (2002) - documental
- Olympik Tu Urdugah (Juegos Olímpicos en el campamento) (2003) - cortometraje documental
- Las cenizas de la luz (2005)
- Peace, Love, and Friendship (2007) - cortometraje documental
- Rezae Rezvan (2007) - documental
- Najva ashorai (2008) - documental
- El canto de los gorriones (2008)
- Mahoma (2015)
- Beyond the Clouds (2017)
- The Sun (2019)

## Premios y distinciones
Premios Óscar
| Año  | Categoría                                       | Película          | Resultado |
| ---- | ----------------------------------------------- | ----------------- | --------- |
| 1999 | Mejor película extranjera (de habla no inglesa) | Niños del paraíso | Nominado  |

Festival Internacional de Cine de San Sebastián
| Año  | Categoría         | Película | Resultado |
| ---- | ----------------- | -------- | --------- |
| 1996 | Premio del jurado | El padre | Ganador   |